# Horex Regina Evo
Die Horex Regina Evo ist ein einsitziges Motorrad, das von der HOREX Motorcycles GmbH in Landsberg am Lech, einer Tochtergesellschaft der 3C-Carbon Group AG, gebaut wird. An der Entwicklung des Motorrades war das Unternehmen des ehemaligen österreichischen Motorradrennfahrers Martin Bauer (* 1975) beteiligt.

## Geschichte
Das Motorrad mit Stilelementen der klassischen Horex Regina von 1949 wurde im Oktober 2022 auf der Motorradmesse Intermot vorgestellt. Um die Erinnerung an die alte Regina zu wecken, hat die Regina Evo unter anderem eine Zweirohrauspuffanlage, trotz Wasserkühlung einen Zylinder mit Kühlrippen, Speichenräder mit verchromten Felgen und einen an den Seiten verchromten Tank aus Aluminium mit Kniekissen.

## Technik

### Motor
Die Horex Regina Evo wird von einem flüssigkeitsgekühlten Einzylindermotor mit DOHC-Ventilsteuerung angetrieben. Er hat vier Ventile und zwei kettenangetriebene obenliegende Nockenwellen. Der Hubraum beträgt 600 cm³ (Bohrung 100 mm, Hub 76,4 mm); Leistung 35 kW bzw. 48 PS bei 5800/min, maximales Drehmoment 56 Nm; Verdichtungsverhältnis 12,4 : 1.

### Antrieb
Die Antriebskraft wird über ein 6-Gang-Getriebe und Kette auf das Hinterrad übertragen.

### Fahrwerk
Das Fahrwerk besteht aus einem sogenannten „Carbon-Monocoque-Rahmen“, Teleskopgabel und Cantilever-Hinterradschwinge mit zentralem liegenden Federbein; Radstand 1480 mm. Der Federweg beträgt vorn 130, hinten 100 mm. Die Federvorspannung bzw. der Ausfederweg an beiden Rädern ist verstellbar. Vorn hat die Regina Evo eine Doppelscheibenbremse mit Zweikolbenzange, hinten nur eine Scheibe, ebenfalls mit Zweikolbenzange; Bremsscheibendurchmesser vorn 260 mm, hinten 240 mm. Der Felgendurchmesser beträgt 18 Zoll, Reifengröße vorn 100/90 R 18, hinten 130/70 R 18. Nur wenige Teile des Motorrades wie zum Beispiel der Tank bestehen aus Blech bzw. Aluminium, sodass ein verhältnismäßig geringes Trockengewicht von 133 kg erreicht wurde. Zum Vergleich: Die Regina 400 von 1954/55 wog trocken 150 kg; für die Regina 250 wurden 140 kg genannt.

## Ausstattung
Die Regina Evo ist unter anderem mit Kurven-ABS, Traktionskontrolle und LED-Scheinwerfer mit einem als H (für „Horex“) leuchtenden Tagfahrlicht.

## Kaufpreis
Laut Motorrad Classic, Ausgabe 7+8/2023, kostet die Horex Regina Evo 37.500 Euro. Damit ist sie rund 6.000 Euro teurer als ein VW Golf VIII mit 1,5-Liter-Motor (130 PS) in „Life“-Ausstattung.